# Hladké číslo
Hladké číslo je pojem z teorie čísel. Jako B-hladké se označuje takové celé číslo, že žádný z jeho prvočíselných dělitelů není větší než B.
Například číslo 1620 má prvočíselný rozklad 22 × 34 × 5, je tedy 5hladké, neboť žádný z jeho prvočíselných dělitelů není větší než 5. Jedná se také například o číslo 11hladké nebo 6hladké (na mez B není kladena podmínka, aby byla prvočíselná), ale nejedná se o číslo 4hladké, protože má dělitele 5, který je větší než 4.

## Použití
Hladká čísla jsou významná pro běh a analýzu různých algoritmů z teorie čísel. Příkladem jsou Pollardův p-1 algoritmus pro počítání prvočíselného rozkladu nebo Pohligův-Hellmanův algoritmus pro výpočet diskrétního logaritmu.

## Rozložení hladkých čísel
Označíme-li {\displaystyle \scriptstyle \Psi (x,y)} počet yhladkých celých čísel menších nebo rovných x a zvolíme-li B pevné a malé, pak platí následující odhad {\displaystyle \psi (x,B)}
{\displaystyle \Psi (x,B)\sim {\frac {1}{\pi (B)!}}\prod _{p\leq B}{\frac {\log x}{\log p}}.}
Pokud definujeme parametr {\displaystyle u} rovností {\displaystyle x=y^{u}}, tedy {\displaystyle u={\frac {\log x}{\log y}}}, pak platí
{\displaystyle \Psi (x,y)=x\cdot \rho (u)+O\left({\frac {x}{\log y}}\right)}
kde {\displaystyle \rho (u)} je Dickmanova funkce.

## Posloupnosti
Pro dané B můžeme uvažovat posloupnost přirozených Bhladkých čísel. Několik takových posloupností pro malá B je zahrnuto v On-line encyklopedii celočíselných posloupností:
- 2hladká čísla: A000079
- 3hladká čísla: A003586
- 5hladká čísla: A051037
- 7hladká čísla: A002473
- 11hladká čísla: A51038
- 13hladká čísla: A80197
- 17hladká čísla: A80681
- 19hladká čísla: A80682
- 23hladká čísla: A80683